# Mariane Fernándes
Mariane Cristina Oliveira Fernándes (* 4. Januar 1996 in Niterói, Brasilien) ist eine brasilianische Handballspielerin, die für die brasilianische Nationalmannschaft aufläuft.

## Karriere

### Im Verein
Nachdem Fernándes im Alter von 13 Jahren an einer Schule ihre Vorliebe für Handball entdeckt hatte, spielte sie im Jugendbereich des brasilianischen Vereins Metodista, bei dem sie später in das Aufgebot der Damenmannschaft aufrückte. Mit Metodista gewann sie 2016 die Panamerikameisterschaft für Vereinsmannschaften. Ab dem Jahresende 2017 stand die Rückraumspielerin beim norwegischen Erstligisten Molde HK unter Vertrag. Im Sommer 2019 schloss sie sich dem spanischen Erstligisten Balonmano Bera Bera an, mit dem sie 2020, 2021, 2022 und 2024 die spanische Meisterschaft sowie 2023 und 2024 die Copa de la Reina gewann. Zur Saison 2024/25 wechselte sie zum polnischen Erstligisten MKS Zagłębie Lubin.

### In Auswahlmannschaften
Fernándes belegte mit der brasilianischen Jugendnationalmannschaft den vierten Platz bei den Olympischen Jugend-Sommerspielen 2014 in Nanjing. Mit der brasilianischen A-Nationalmannschaft gewann sie bisher die Goldmedaille bei der Süd- und zentralamerikanischen Handballmeisterschaft 2021, bei der Süd- und zentralamerikanischen Handballmeisterschaft 2022 und bei den Panamerikanischen Spielen 2023. Weiterhin nahm sie an der Weltmeisterschaft 2021, an der Weltmeisterschaft 2023 und an den Olympischen Spielen 2024 teil.